# Kreuzgangspiele Feuchtwangen

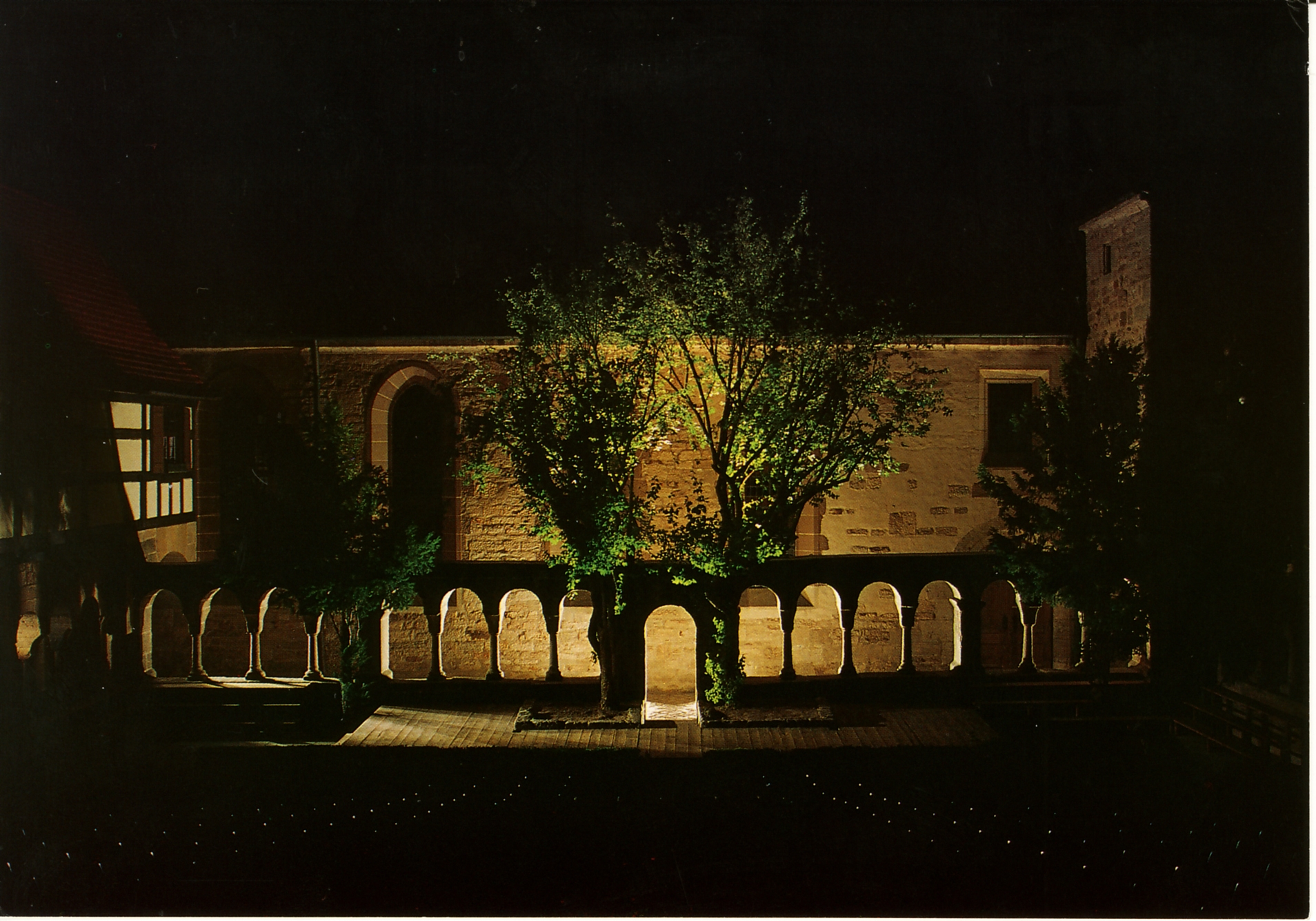
Die Bühne der Kreuzgangspiele bei Nacht.

Die Kreuzgangspiele sind Theaterfestspiele, die seit 1949 jeden Sommer im Klostergarten vor den Arkaden des romanischen Kreuzgangs des ehemaligen Benediktinerklosters der Stadt Feuchtwangen stattfinden. Es handelt sich um ein Freilicht-Festspieltheater, dessen Träger die Stadt Feuchtwangen ist und das in den Sommermonaten mit einem fest engagierten Ensemble durchgeführt wird. Die Bühne liegt im Nordteil des Kreuzganges mit seinen romanischen Arkaden und den mittig angeordneten knorrigen, uralten Kornelkirschen. Die Besonderheit dieses Freilichttheaters ist sein kammerspielartiger Charakter. Der Theaterraum liegt innerhalb eines geschlossenen Bereichs, der durch den ehemaligen Kreuzgang und die imposante Kirchenfront der ehem. Stiftskirche gebildet wird.
Der Regisseur und Schauspieler Otto Kindler legte im ersten Spieljahr 1948 mit 16 Aufführungen der „Gretchentragödie“ den Grundstein für die Festspiele an der Romantischen Straße. Seit Mitte der 1950er Jahre stehen regelmäßig zwei Schauspiel- und Musical-Inszenierungen auf dem Festspielprogramm. Seit 1975 wird zusätzlich eine große Kindertheater-Inszenierung im Kreuzgang gezeigt.

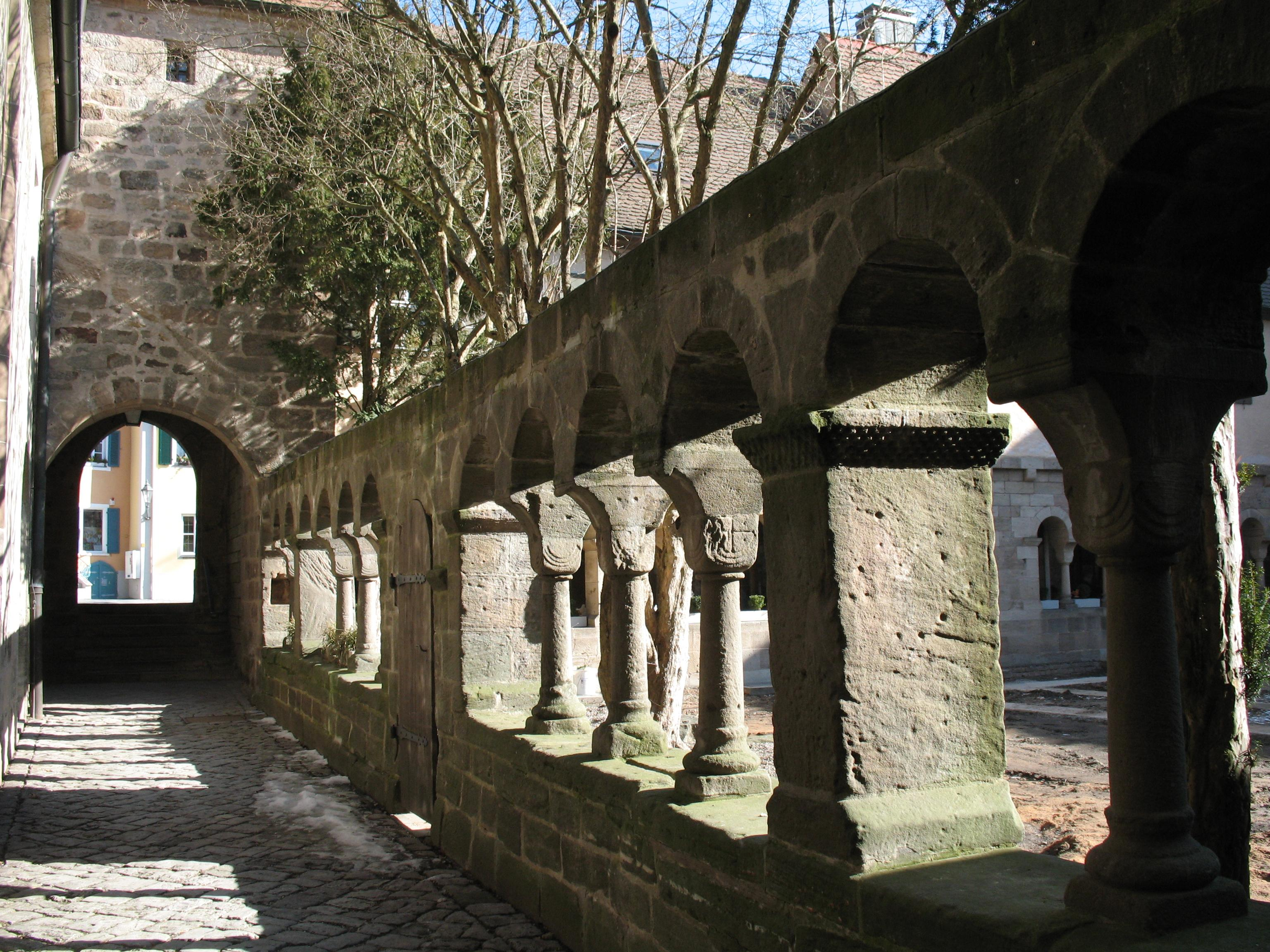
Kreuzgang

Seit der Spielzeit 2009 wird auch im idyllischen Nixel-Garten an der Stadtmauer gespielt. Der Garten ist Teil eines ehemaligen landwirtschaftlichen Anwesens und bietet Platz für 100 Besucher. Bei Regen wird in der alten Scheune gespielt. Der Schwerpunkt der Spielplangestaltung liegt dort beim Kinder- und Jugendtheater.
Im Jahre 2003 besuchten erstmals über 50.000 Besucher die Feuchtwanger Festspiele. Mehr als 150 Vorstellungen stehen inzwischen jeden Sommer auf dem Spielplan.
Mit der Spielzeit 2010 haben die Festspiele eine neue Zuschauertribüne mit 511 gepolsterten Sitzplätzen erhalten, die rundum den Blick auf den Kreuzgang freigibt. Der Eingangsbereich des Theaters – eines der ältesten Häuser der Stadt, das dem im 9. Jahrhundert gegründeten Kloster als Refektorium diente – wurde denkmalgerecht zu einem modernen Theaterfoyer und Ticketservicebereich umgebaut.
Feuchtwangen gehört zu den traditionsreichen Festspielorten im deutschsprachigen Raum und ist Gründungsmitglied in der Arbeitsgemeinschaft „Zehn deutsche Festspielorte“, die es sich zum Ziel setzen, anspruchsvolle Inszenierungen zu bieten, bei denen das Ambiente des Ortes – Burgruine, Kloster, Kirche, Höhle – selbst Teil der Inszenierung wird.